# Herz Jesu (Storcha)

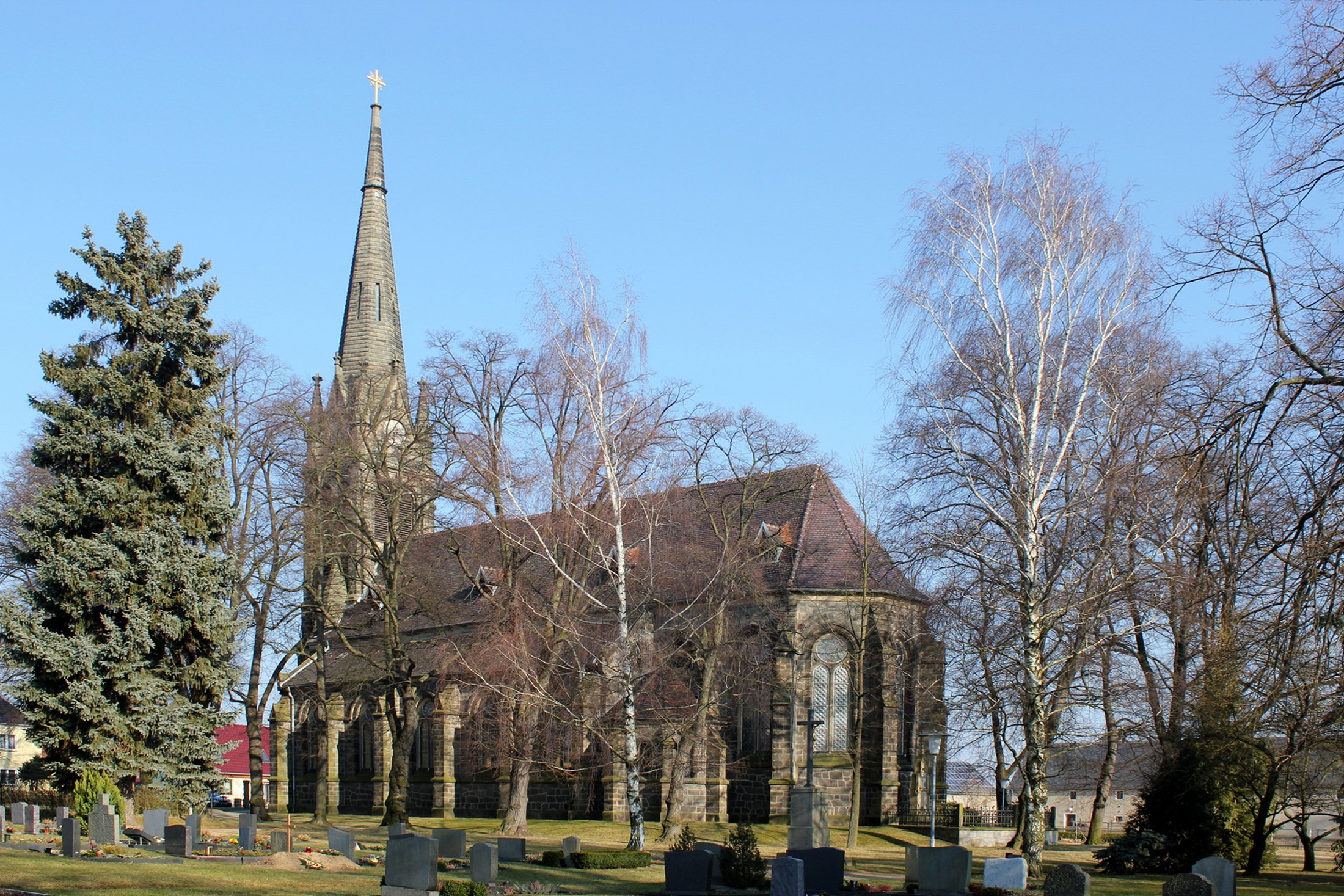
Herz Jesu in Storcha

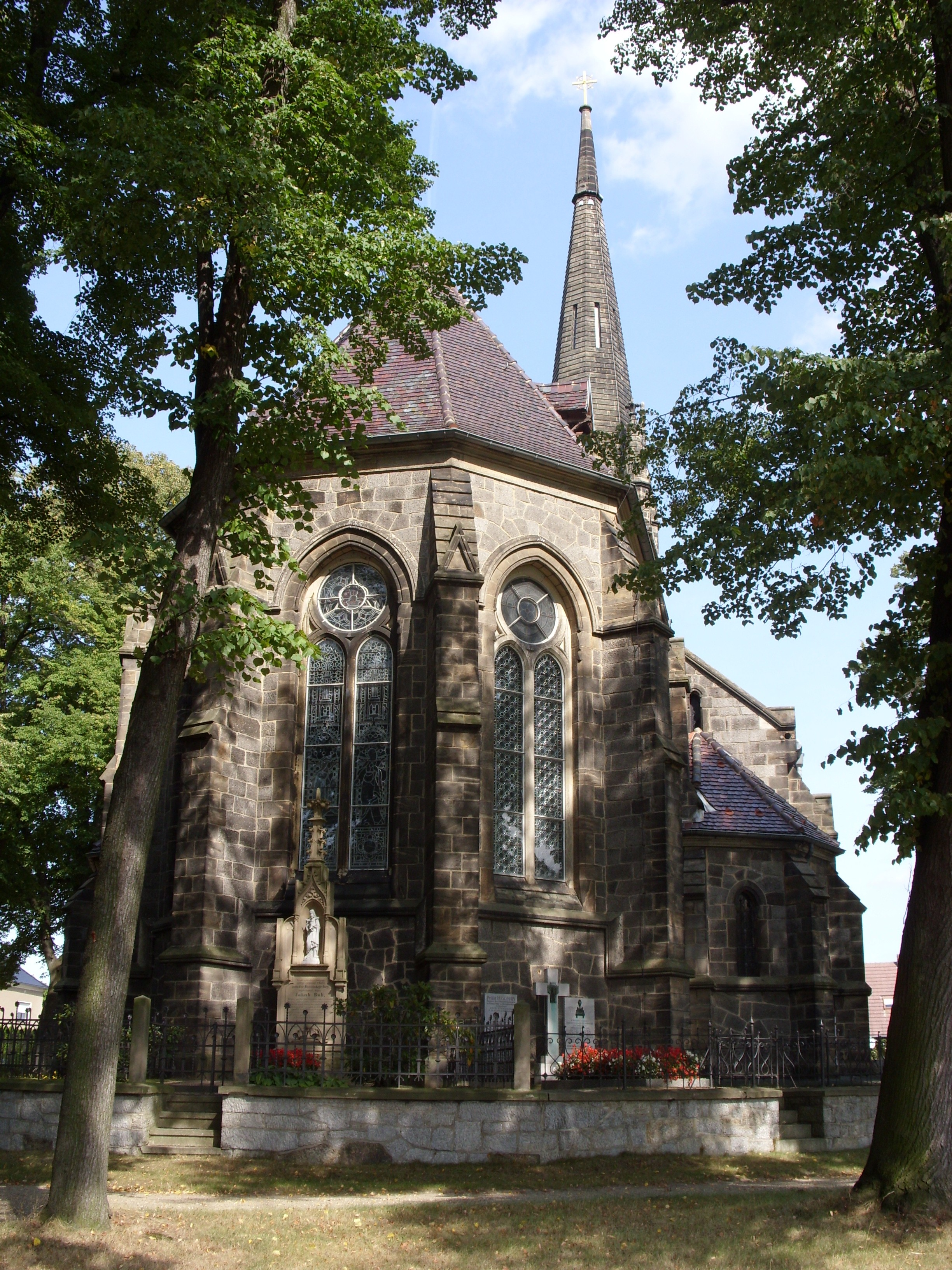
Ostansicht

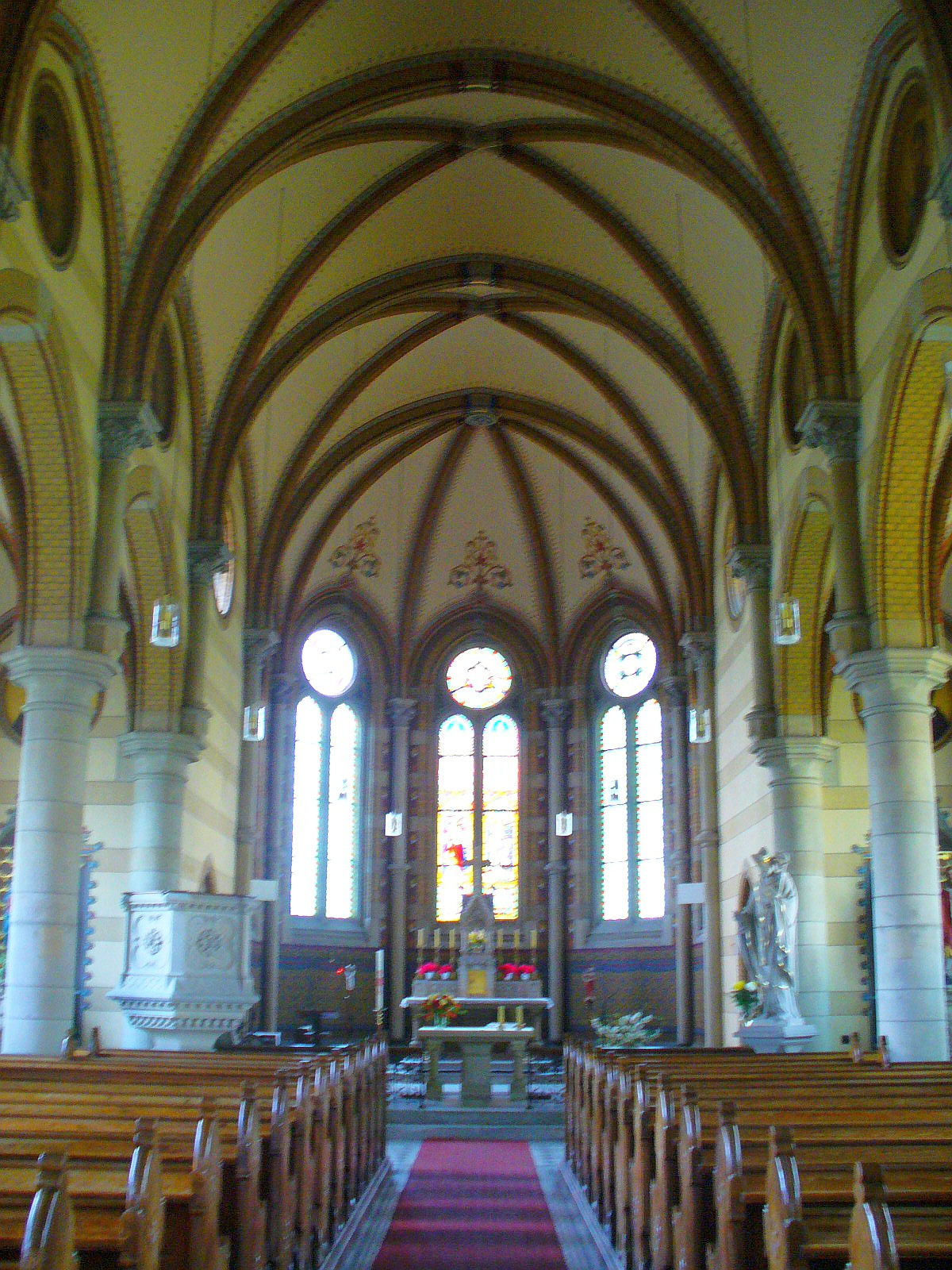
Innenansicht

Die römisch-katholische Kirche Herz Jesu (obersorbisch Cyrkej Jězusoweje wutroby) ist eine neugotische Pseudobasilika im Ortsteil Storcha von Göda im Landkreis Bautzen in Sachsen. Sie gehört zur katholischen Kirchengemeinde Storcha im Dekanat Bautzen im Bistum Dresden-Meißen.
Gottesdienste finden auf Sorbisch und Deutsch statt. Zu Ostern reitet eine Osterreiterprozession aus Storcha in die benachbarte Pfarrgemeinde Radibor.

## Geschichte und Architektur
Die neugotische Kirche wurde auf kreuzförmigem Grundriss mit markantem Westturm in den Jahren 1883/84 anstelle eines barocken Vorgängerbauwerks nach Plänen von Hermann Knothe-Seeck erbaut. Eine Restaurierung erfolgte im Jahr 1971, dabei wurden die vier kleinen Ecktürmchen des Turms abgetragen. Eine weitere Restaurierung wurde 1989 durchgeführt.
Das aus Granitblöcken errichtete Bauwerk ist mit Satteldach abgeschlossen und endet mit einem Fünfachtelschluss. Die spitzbogigen Fenster sind mit stark abgetreppten Sohlbänken versehen; die Portalgewände sind mit Ziegeln verblendet. Das Gebäude wird im Westen durch einen massiven Turm auf quadratischem Grundriss akzentuiert, der an den Ecken mit Strebepfeilern verstärkt ist und mit einem Zeltdach bekrönt wird. An der Westseite erschließt ein spitzbogiges Eingangsportal mit reich profiliertem Gewände das Bauwerk. Seitlich sind zwei niedrige Treppentürme mit Zeltdach angebaut.
Das Innere ist mit Kreuzrippengewölben abgeschlossen. Im westlichen Joch des Mittelschiffs befindet sich die massive, auf spitzbogigen Arkaden ruhende Orgelempore mit gemauerter Brüstung.

## Ausstattung
Die neugotische Ausstattung stammt aus der Entstehungszeit. Die Fenster sind mit Glasmalereien aus der Bauzeit mit Teppichmustern und Rosetten gestaltet.
Die Orgel ist ein Werk von Carl Eduard Jehmlich aus dem Jahr 1889 mit 16 Registern auf zwei Manualen und Pedal.
Von den einst vier Glocken der Firma Friedrich Gruhl sind zwei erhalten geblieben.